# بيرتون تشيرشل
بيرتون تشيرشل هو ممثل كندي، ولد في 9 ديسمبر 1876 في تورونتو في كندا، وتوفي في 10 أكتوبر 1940 في نيويورك في الولايات المتحدة بسبب مرض بولي.

## أعمال

### أفلام
- (1932) أنا طريد العدالة ومن سلسلة عصابات
- (1934) رجال في الأبيض
- (1937) في شيكاغو القديمة
- (1938) راع البقر والسيدة
- (1939) عربة الجياد

## وصلات خارجية
- بيرتون تشيرشل على موقع IMDb (الإنجليزية)
- بيرتون تشيرشل على موقع الموسوعة البريطانية (الإنجليزية)
- بيرتون تشيرشل على موقع ألو سيني (الفرنسية)
- بيرتون تشيرشل على موقع أول موفي (الإنجليزية)
- بيرتون تشيرشل على موقع قاعدة بيانات برودواي على الإنترنت (الإنجليزية)
- بيرتون تشيرشل على موقع قاعدة بيانات الأفلام السويدية (السويدية)
- بيرتون تشيرشل على موقع إن إن دي بي (الإنجليزية)
- بيرتون تشيرشل على موقع قاعدة بيانات الفيلم (الإنجليزية)
- بيرتون تشيرشل على موقع كينوبويسك (الروسية)